# 사회주의 헌법절
사회주의 헌법절(社會主義 憲法節)은 1972년 12월 27일 최고인민회의가 사회주의헌법을 채택한 것을 기념하는 조선민주주의인민공화국의 공휴일이다. 줄여서 헌법절이라고도 하며 대한민국의 제헌절에 해당한다.